# Decaspermum arfakense
Decaspermum arfakense är en myrtenväxtart som beskrevs av Friedrich Ludwig Diels. Decaspermum arfakense ingår i släktet Decaspermum och familjen myrtenväxter. Inga underarter finns listade i Catalogue of Life.